# South Woodham Ferrers
South Woodham Ferrers ist eine Stadt und eine Verwaltungseinheit im District Chelmsford in der Grafschaft Essex, England. South Woodham Ferrers ist 13,2 km von Chelmsford entfernt. Im Jahr 2001 hatte sie 7636 Einwohner.